# Новый Рим (песня)
«Новый Рим» — песня украинской певицы Светланы Лободы, выпущенная 6 декабря 2019 года в качестве лид-сингла с альбома Sold Out на лейбле Sony Music Entertainment.

## Музыкальное видео
25 февраля 2020 года Лобода представила официальный видеоклип на песню. Его режиссёром стал давний друг артистки и автор множества её клипов — Алан Бадоев. В новом видео Лобода перевоплощается из кровожадного зомби в «королеву диско». За четыре дня ролик набрал больше пяти миллионов просмотров и пятнадцати тысяч дизлайков.

## Отзывы критиков
Обозревая альбом Sold Out авторы «Московского комсомольца» Илья Легостаев и Артур Гаспарян отметили экспериментальность трека и назвали его «потенциальным блокбастером». Алексей Мажаев из InterMedia заявил, что в «Новом Риме» откровенность переходит грань эпатажа. По мнению рецензента MTV, данный трек предназначен для полиглотов, ведь чтобы понимать текст, уже недостаточно знать только русский — как минимум нужен немецкий и английский, плюс слэнг.

## Чарты

### Еженедельные чарты
| Чарт (2019—20)                             | Высшая позиция |
| ------------------------------------------ | -------------- |
| Киев (Tophit City & Country Radio Hits)    | 84             |
| Россия (TopHit City & Country Radio Hits)  | 67             |
| Россия (TopHit Radio & YouTube Hits)       | 81             |
| Россия (TopHit YouTube Hits)               | 49             |
| СНГ (TopHit Radio Hits)                    | 69             |
| Украина (TopHit City & Country Radio Hits) | 32             |
| Украина (TopHit Radio & YouTube Hits)      | 23             |
| Украина (TopHit YouTube Hits)              | 16             |

### Ежемесячные чарты
| Чарт (2019—20)                             | Высшая позиция |
| ------------------------------------------ | -------------- |
| Россия (TopHit City & Country Radio Hits)  | 90             |
| Россия (TopHit Radio & YouTube Hits)       | 71             |
| Россия (TopHit YouTube Hits)               | 59             |
| СНГ (TopHit Radio Hits)                    | 71             |
| Украина (TopHit City & Country Radio Hits) | 23             |
| Украина (TopHit Radio & YouTube Hits)      | 23             |
| Украина (TopHit YouTube Hits)              | 39             |

### Годовые чарты
| Чарт (2020)                           | Позиция |
| ------------------------------------- | ------- |
| Россия (TopHit YouTube Hits)          | 134     |
| Украина (TopHit Radio & YouTube Hits) | 111     |
| Украина (TopHit YouTube Hits)         | 82      |

## История релиза
| Регион | Дата           | Формат                      | Лейбл                    | Ист.   |
| ------ | -------------- | --------------------------- | ------------------------ | ------ |
| Мир    | 6 декабря 2019 | Цифровая загрузка, стриминг | Sony Music Entertainment | [ 1 ]  |
| СНГ    | 6 декабря 2019 | Радиоротация                | Sony Music Entertainment | [ 12 ] |